# 臺灣橋頭地方法院
臺灣橋頭地方法院，簡稱橋頭地方法院、橋頭地院，是臺灣的地方法院之一，位於高雄市橋頭區，屬普通法院。

## 歷史
隨社會發展臺灣高雄地方法院案件量逐年升高，而有籌設高雄地區第二座地方法院的規畫，最初預訂設於高雄縣鳳山市，名為「臺灣鳳山地方法院」，但因腹地不足且欲減輕偏遠地區民眾洽公之不便，故改至橋頭鄉高雄新市鎮內，並更名為「臺灣橋頭地方法院」。工程原預訂於2009年10月完工，但後因故延至2012年4月動土、2016年9月啟用。

## 歷任院長
| 任次   | 姓名   | 任期                         |
| 院長   | 院長   | 院長                         |
| ------ | ------ | ---------------------------- |
| 第一任 | 莊秋桃 | 2016年9月1日~2019年12月17日  |
| 第二任 | 簡色嬌 | 2019年12月18日~2022年8月30日 |
| 第三任 | 黃莉雲 | 2022年08月31日~2024年8月28日 |
| 第四任 | 甯馨   | 2024年08月29日~至今          |

## 管轄區域
| 庭區       | 管轄區域 | 備註                                                                 |
| ---------- | --- | -------------------------------------------------------------------- |
| 橋頭簡易庭 | 高雄市左營區 高雄市楠梓區 高雄市橋頭區 高雄市大樹區 高雄市鳥松區 高雄市仁武區 高雄市大社區                                        | 簡易庭受理第一審民、刑事訴訟簡易事件及違反社會秩序維護法案件之審理。 |
| 岡山簡易庭 | 高雄市岡山區 高雄市燕巢區 高雄市永安區 高雄市彌陀區 高雄市梓官區 高雄市路竹區 高雄市阿蓮區 高雄市湖內區 高雄市茄萣區 高雄市田寮區 | 簡易庭受理第一審民、刑事訴訟簡易事件及違反社會秩序維護法案件之審理。 |
| 旗山簡易庭 | 高雄市旗山區 高雄市美濃區 高雄市內門區 高雄市甲仙區 高雄市杉林區 高雄市六龜區 高雄市那瑪夏區 高雄市桃源區 高雄市茂林區            | 簡易庭受理第一審民、刑事訴訟簡易事件及違反社會秩序維護法案件之審理。 |

## 組織
- 院長
- 旗山簡易庭
- 岡山簡易庭
- 橋頭簡易庭
- 橋頭普通庭
- 民事執行處
- 行政訴訟庭
- 刑事庭
- 民事庭
- 書記處
  - 民事執行紀錄科
  - 民事紀錄科
  - 刑事紀錄科
  - 簡易庭紀錄科(非訟中心)
  - 行政訴訟紀錄科
  - 總務科
  - 研考科
  - 文書科
  - 訴訟輔導科
  - 通譯庭務員室
  - 法警室
- 公設辯護人室
- 公證處
- 提存所
- 登記處
- 人事室
- 會計室
- 政風室
- 統計室
- 資訊室

## 特色
- 本院轄區人口為1,105,207人（2021年8月），是中華民國所轄人口排行第9的地方法院。

## 曾經審理之重大案件
- 長榮大學外籍生命案

## 外部連結
- 臺灣橋頭地方法院 （页面存档备份，存于）